# تشارلز إم. كليمنت
تشارلز إم. كليمنت (بالإنجليزية: Charles M. Clement) هو محامي أمريكي، ولد في 28 أكتوبر 1855 في صنبوري في الولايات المتحدة، وتوفي بنفس المكان في 9 سبتمبر 1934.